# كاميرا أمامية

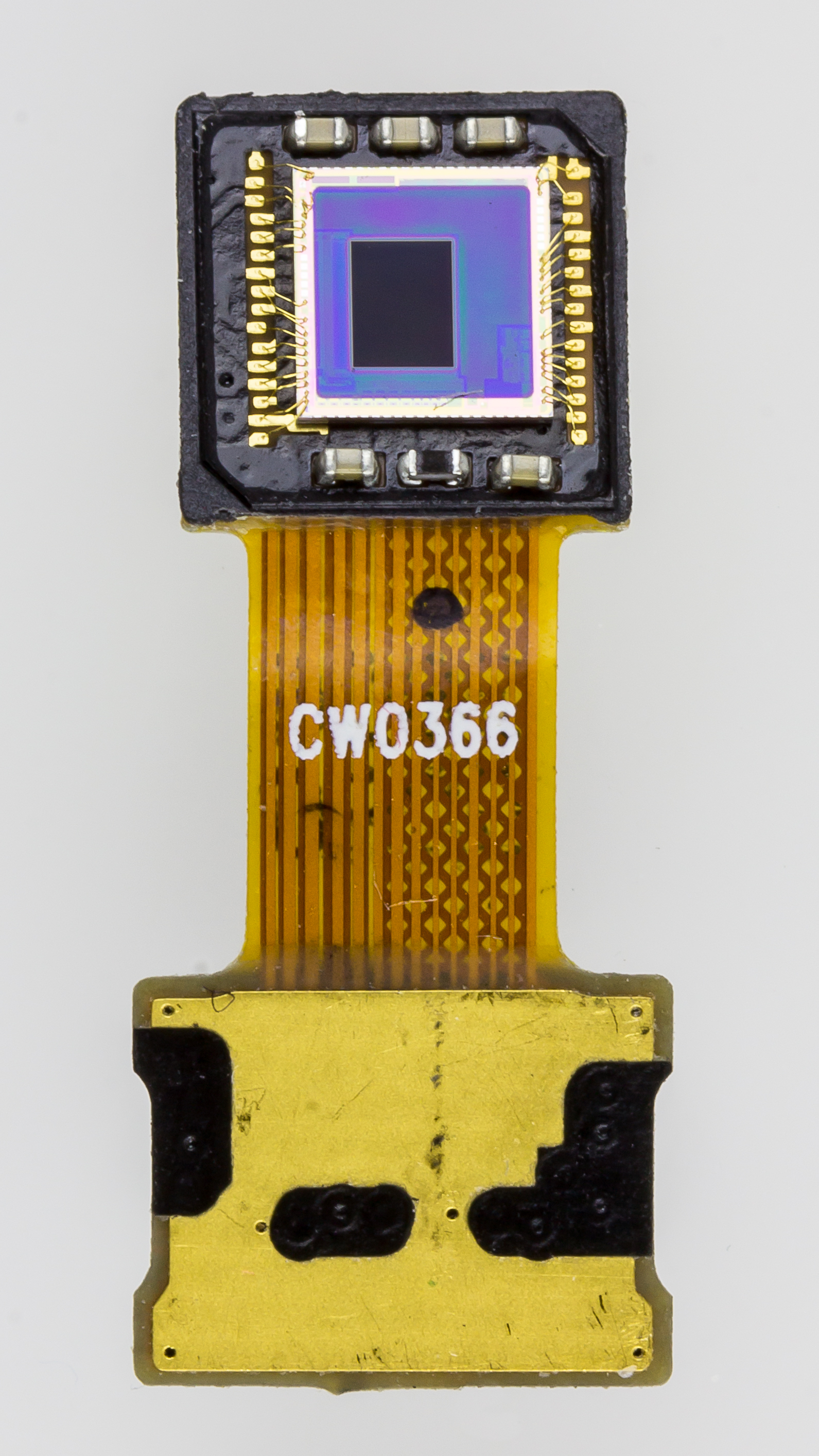
تصميم الكاميرا الأمامية

الكاميرا الأمامية هي ميزة في الكاميرات والهواتف النقالة والهواتف الذكية وغيرها من الأجهزة النقالة تتيح التقاط الصور أثناء النظر إلى شاشة الجهاز، حيث تظهر المعاينة المباشرة للصورة.